# 2009年伊朗总统选举
2009年伊朗总统选举是伊朗伊斯兰共和国于2009年6月12日举行的第10届总统选举，由竞选连任的总统马哈茂德·艾哈迈迪内贾德获胜。根据选举委员会的数字，艾哈迈迪内贾德赢得了大约62%的选票，其主要竞选对手、前伊朗總理穆薩維的得票率为将近34%。穆萨维陣營指控是次選舉涉及舞弊，并導致国内爆发伊朗綠色革命。

## 候选人
- 马哈茂德·艾哈迈迪内贾德：伊朗总统，保守派人士
- 米爾-侯賽因·穆薩維：前伊朗总理，改革派人士
- 穆赫辛·雷扎伊：前伊朗革命卫队领导，强硬派人士
- 迈赫迪·卡鲁比：前伊朗议会议长

## 選舉舞弊

### 襲擊事件
距離投票日前一星期，伊朗發生多宗與總統候選人有關的暴力事件。2009年6月1日，作為總統內賈德的主要對手，穆薩維位於庫姆的競選辦公室被人縱火焚毀，沒有任何組織宣稱對這次襲擊負責。而在阿瓦士進行演說的穆薩維，被40名内賈德支持者毆打。
與此同時，有人試圖暗殺改革派前總統哈塔米，而哈塔米在是次選舉中公開支持穆薩維。當天，哈塔米原定乘搭基什航空從阿瓦士飛往德黑蘭，而一枚土製炸彈被發現放置在飛機的洗手間內。該航班共131名登機乘客，起飛後15分鐘飛返阿瓦士機場，有關部門隨即上機拆彈。

### 阻礙通訊及宣傳
2009年5月23日至26日，伊朗政府屏蔽了Facebook，阻攔市民登陸瀏覽。在伊朗7,000万人口中，约60%人口在30岁以下，全国约有2,000万网民，而穆薩維目標選民為年轻支持者，這一屏蔽舉動被認為是用來封殺反內賈德的宣传阵地的。當時，穆薩維的Facebook頁面有超過6,600名支持者。投票日當天，德黑蘭地區的行動電話通訊被中斷，英國廣播公司（BBC）亦投訴其節目受到電子干擾，導致無法進行正常廣播。穆薩維在選後指控内賈德政府中斷選舉日的手機短訊服務，非法地阻撓他動員支持者投票。

### 做票
6月18日，伊朗選舉監管機關「憲法監護委員會」表示，接獲3名敗選人指控的646宗投票日違法個案。他們指控當日不少票站的點票工作還沒結束，選舉結果便已被公布；加上官方統計數字顯示，50個選區（包括民情保守的馬贊達蘭省與雅茲德省）投票率竟超過100％，而少數族裔地區的投票數字被更改了4次。憲法監護委員會發言人卡德霍達伊表示，超額選票可能超過300萬張。
另外有選民投訴，投票時被迫在選舉官員及大批內賈德支持者前填寫選票，違反不記名投票原則；數以百萬計的文盲選民由內賈德陣營人士代為填寫選票。
公布結果顯示，內賈德在全國每個省份均獲得壓倒性勝利，比較前幾次選舉，內賈德在農村地區都極不受歡迎，但是屆選舉卻離奇地在有關地區取得大勝。不僅如此，其餘3位候選人在他們的根據地選情異常慘烈。例如，2005年大選在故鄉羅瑞斯坦省贏得55.5%選票的卡魯比，這次得票率只有4.6%選票，內賈德卻贏得50.9%選票。伊朗國營電視台IRINN TV直播的點票畫面顯示，候選人雷扎伊的票數竟然越點越少。

## 选举结果
官方选举结果显示内贾德获得2,400万选票，而穆萨维获得1,300万票，雷扎伊和卡鲁比则遥遥落后，均没有超过100万票。结果公布之后，伊朗内部的反对派和很多关注伊朗局势的国际人士一片哗然。抗议者在德黑兰街头与警察发生冲突，焚烧轮胎，投掷石块。这是德黑兰十年前发生学生骚乱以来最严重的暴力事件。
伊朗内政部部长马赫苏利称选举结果清白，穆薩維称选举结果是“令人诧异的”，并且谴责政府操纵选举。

## 伊朗绿色革命
成千上万的穆薩維的改革派支持者在德黑兰街头举行第三天的示威活动，抗议总统内贾德获胜的选举结果。这次骚乱被伊朗改革派和外国媒体称为“绿色革命”。
据美联社的一位摄影记者报导，在集会将要结束的时候，他在革命广场看到一个人中弹而死，另有几个人严重受伤。目击者说枪声来自巴斯基宗教民兵的大院，他们和伊朗革命卫队有关。

## 各界反響

### 國際反應
欧盟对伊朗选举被指存在舞弊现象表示关注，但希望选举结果将导致恢复有关伊朗有争议的核项目的对话。欧盟发表声明说，欧盟轮值主席期待伊朗新政府履行自己的国际义务。
以色列外长利伯曼表示，内贾德的获胜意味着国际社会必须以不妥协的態度采取行动，防止伊朗成为拥有核武器的国家，制止伊朗支援恐怖主义组织，并制止伊朗破坏中东稳定。
阿拉伯国家联盟秘书长穆萨对内贾德表示祝贺，并表示希望改善伊朗与阿拉伯世界之間的关系。

### 學者評論
美國密西根大學中東史教授柯爾質疑開票速度異常快速，而且各地開票結果非常相似，反映不出不同地區與城市之間應有的差異。柯爾表示：“伊朗面積是法國的將近4倍，以往的開票24小時後才有結果，這次卻在4小時內就開始宣布結果。我認為這顯然是作了票。” 
華府智庫“近東政策研究所”資深研究員哈拉吉指出，穆薩維在強烈支持改革派候選人的故鄉東亞塞拜然省得票率遠不如預期，讓人無法相信官方宣布的選舉結果。哈拉吉又說，由內政部官員從一個地點轉運到另一個地點的流動投票箱這次增加10倍到佔總數的1/3，“讓地方政府與候選人代表都無法掌握，也沒人知道發生了什麼事。 